# Daniela Witte
Daniela Witte (geb. Daniela Herrmann) ist eine ehemalige Journalistin und Fernsehmoderatorin in der ARD. 

## Beruf
Daniela Witte studierte Geschichte und Anglistik in München und schloss 1981 mit dem Magisterexamen ab.
Bekannt wurde sie als Moderatorin des Ländermagazins Abendschau im BR. Von 1985 bis 1987 war sie Sprecherin der Tagesschau in der ARD und neben Dagmar Berghoff die einzige Tagesschau-Sprecherin. Bis 2003 arbeitete sie als Moderatorin und Nachrichtensprecherin beim Bayerischen Fernsehen, heute bespricht sie Audioguides für Museen und Ausstellungen. Daniela Witte ist verheiratet und hat drei Söhne.